# Nadine Jenny
Nadine Jenny (ur. 13 czerwca 1990) – szwajcarska siatkarka grająca jako libero. Obecnie występuje w drużynie Volero Zurych.